# Fritz Oellers

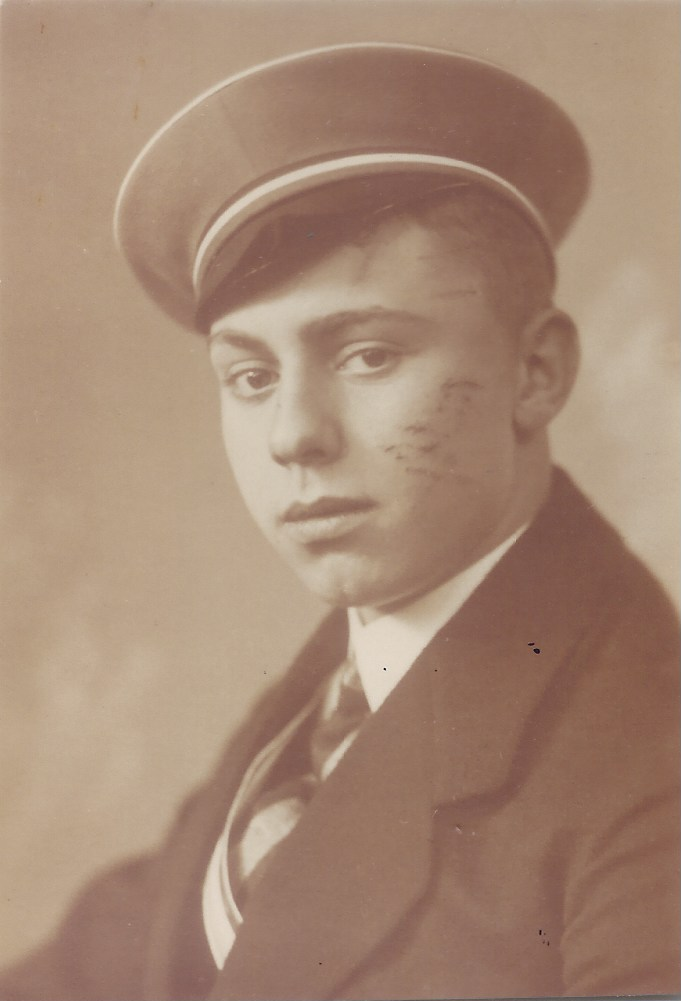
Fritz Oellers

Fritz Oellers (* 25. Juli 1903 in Düsseldorf; † 4. Dezember 1977 in Straßlach, Oberbayern) war ein deutscher Diplomat und Politiker der FDP.

## Leben
Oellers studierte nach dem Abitur Rechtswissenschaften und ließ sich anschließend als Rechtsanwalt mit dem Arbeitsschwerpunkt Versicherungsrecht im heutigen Sachsen-Anhalt nieder. Von 1933 bis 1945 war er ohne Unterbrechung Vorstandsmitglied in dem Versicherungsbereich „Deutsche Anwalt- und Notar-Versicherung“ (DANV) der Hamburg-Mannheimer Versicherung. Zur gleichen Zeit zwang die Versicherungsgesellschaft ihre jüdischen Aufsichtsratsmitglieder, darunter Erich Warburg aus der bekannten Hamburger Bankiersfamilie und den Politiker Erich Koch-Weser, zum Rücktritt.

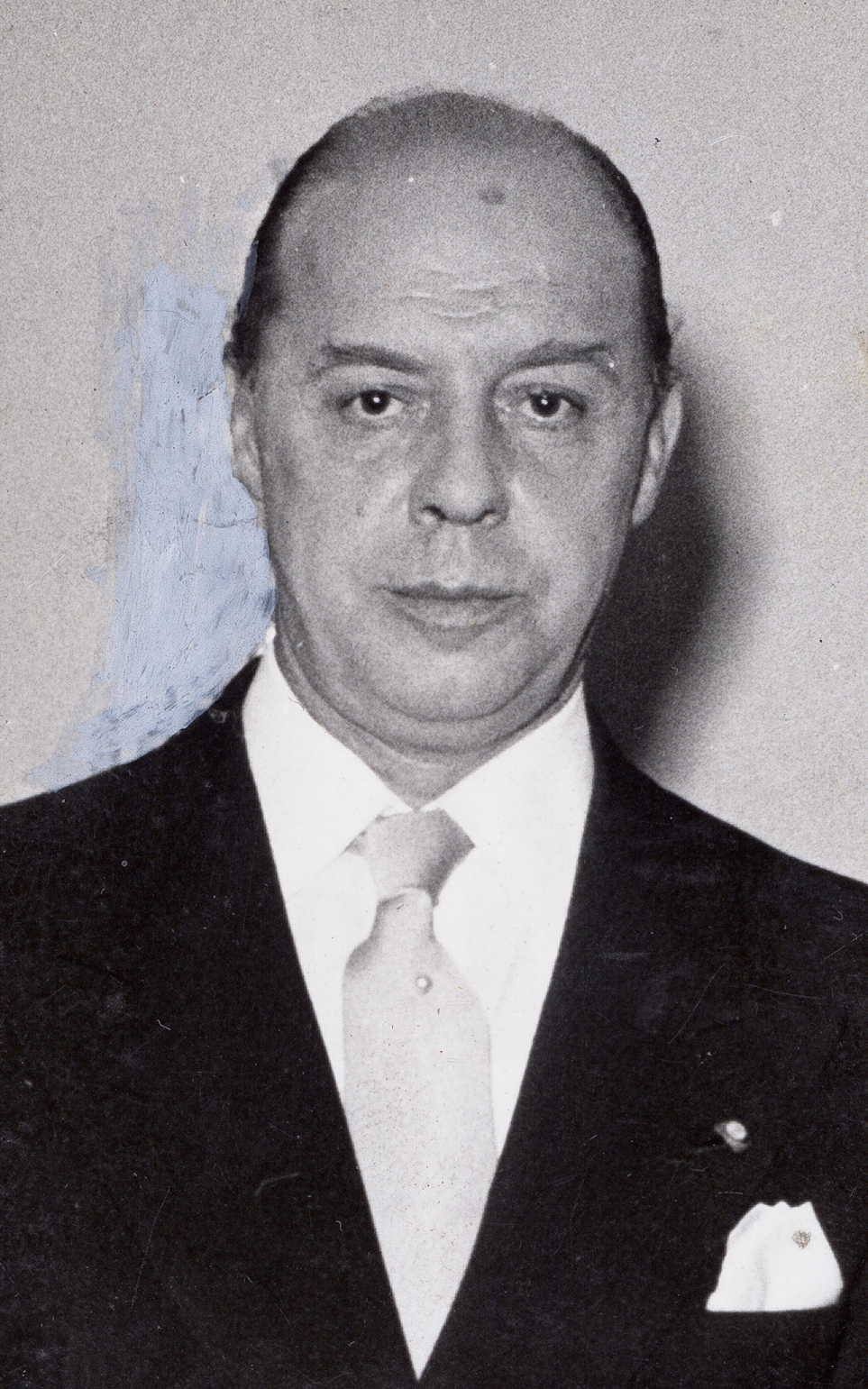
Fritz Oellers (1956)

1946 floh Oellers vor Repressalien der sowjetischen Besatzungsmacht nach Schleswig-Holstein, wo er erneut als Rechtsanwalt tätig war. Er war von 1951 bis 1956 deutscher Botschafter in Brasilien und anschließend bis 1959 in der Türkei. 1959 wurde er in den vorläufigen Ruhestand versetzt.
Oellers war seit 1922 Mitglied des Corps Teutonia Halle, das 1949 im Corps Saxonia Frankfurt am Main aufging.

## Partei
Oellers begründete 1945 die LDPD in Halle mit. Nach seiner Flucht in den Westen wurde er Mitglied der FDP, wo er mit August-Martin Euler in Hessen, Friedrich Middelhauve in Nordrhein-Westfalen und Artur Stegner in Niedersachsen den äußersten rechten Parteiflügel bildete. Vom 29. April 1947, als er den linksliberalen Peter Christel Asmussen ablöste, bis 1951 war er Landesvorsitzender der FDP in Schleswig-Holstein. Am 12. Dezember 1948 wurde er in Heppenheim in den ersten Bundesvorstand der FDP gewählt, scheiterte jedoch bei der Neuwahl des Vorstandes auf dem ersten ordentlichen Bundesparteitag im Juni 1949 in Bremen. Politisch sprach er sich schon früh – unter anderem auf dem Bremer Parteitag 1949 – für die Wiederbewaffnung aus, zu einem Zeitpunkt, als ein deutscher Wehrbeitrag auch in der FDP noch nicht mehrheitsfähig war. Ein Jahr später, auf dem Bundesparteitag am 29./30. April 1950, gelang ihm dann die Rückkehr in den engeren Bundesvorstand, dem er bis 1951 und dann erneut von 1970 bis 1972 angehörte. Von 1969 bis 1977 war er Mitglied des Beirats der Friedrich-Naumann-Stiftung.

## Abgeordneter
Oellers war 1948/49 Mitglied des Wirtschaftsrates der Bizone. Er gehörte dem Deutschen Bundestag in dessen erster Legislaturperiode von 1949 bis zum 5. Juni 1951 an. Noch am 10. Januar 1951 wurde er zum Beisitzer im Fraktionsvorstand gewählt. Oellers legte sein Mandat nieder, um Botschafter der Bundesrepublik Deutschland in Brasilien zu werden. Mit Euler, Middelhauve und Stegner sprach er sich für eine Fraktionsgemeinschaft mit der Deutschen Partei im Bundestag aus, konnte sich jedoch nicht durchsetzen.

## Ehrungen
- 1955: Großes Verdienstkreuz mit Stern der Bundesrepublik Deutschland
- 1972: Großes Verdienstkreuz mit Stern und Schulterband der Bundesrepublik Deutschland